# Nuoto artistico ai campionati mondiali di nuoto 2025 - Squadre (programma libero)
Il concorso del singolo femminile (programma tecnico) ai campionati mondiali di nuoto 2025 si è svolto il 19 luglio 2025 presso la World Aquatics Championships Arena di Singapore.

## Programma
I preliminari si sono tenuti il 19 luglio alle ore 10:00, mentre la finale si è tenuta il 20 luglio alle 18:30.

## Risultati
| Pos     | Nazione                       | Preliminai | Preliminai | Finae           | Finae           |
| Pos     | Nazione                       | Punti      | Rank       | Punti           | Rank            |
| ------- | ----------------------------- | ---------- | ---------- | --------------- | --------------- |
| Oro     | Cina                          | 338.2167   | 1          | 348.4779        | 1               |
| Argento | Giappone                      | 327.9186   | 3          | 334.7232        | 2               |
| Bronzo  | Spagna                        | 329.4288   | 2          | 321.1328        | 3               |
| 4       | Stati Uniti                   | 314.2542   | 4          | 318.0808        | 4               |
| 5       | Italia                        | 304.5067   | 6          | 313.4337        | 5               |
| 6       | Messico                       | 305.0511   | 5          | 285.7186        | 6               |
| 7       | Kazakistan                    | 261.9755   | 8          | 277.8196        | 7               |
| 8       | Atleti Neutrali Autorizzati B | 271.5473   | 7          | 274.9779        | 8               |
| 9       | Grecia                        | 261.7529   | 9          | 250.2924        | 9               |
| 10      | Corea del Nord                | 245.1942   | 11         | 249.6529        | 10              |
| 11      | Cile                          | 235.4976   | 12         | 240.6881        | 11              |
| 12      | Brasile                       | 249.6293   | 10         | 238.3475        | 12              |
| 13      | Israele                       | 230.6845   | 13         | Non qualificati | Non qualificati |
| 14      | Regno Unito                   | 223.3776   | 14         | Non qualificati | Non qualificati |
| 15      | Ungheria                      | 222.8117   | 15         | Non qualificati | Non qualificati |
| 16      | Thailandia                    | 213.9607   | 16         | Non qualificati | Non qualificati |
| 17      | Hong Kong                     | 144.9394   | 17         | Non qualificati | Non qualificati |
| 18      | Costa Rica                    | 141.5545   | 18         | Non qualificati | Non qualificati |
| 19      | Indonesia                     | 126.6905   | 19         | Non qualificati | Non qualificati |
| 20      | Sudafrica                     | 101.5804   | 20         | Non qualificati | Non qualificati |